# AIMYON BUDOKAN -1995-
『AIMYON BUDOKAN -1995-』（あいみょん ぶどうかん -1995-)は、日本のシンガーソングライター、あいみょんの初のライブ・ビデオ。2019年10月2日にワーナーミュージック・ジャパン内のレーベル「unBORDE」からリリースされた。

## 概要
- 2019年2月8日に行われた、あいみょん初の日本武道館弾き語りワンマンライブ『AIMYON BUDOKAN -1995』の模様を収録。[2]
- 全国から集まった約14000人のファンの前で、360°観客に囲まれたセンターステージえパフォーマンスされた全18曲が映像化されている。[2]
- 特典映像には、当日のバックステージの模様を収録したオフショット映像『OFF SHOT MOVIE』と、会場で実際にオンエアされた中学時代からの友人・○○ちゃんと2人で収録した『SNACH TIME RADIO』を収録。[2]
- 副音声は、あいみょんとアートディレクターとんだ林蘭によるオーディオコメンタリー。[2]

## 収録曲
| #   | タイトル                    | 作詞 | 作曲・編曲 |
| --- | --------------------------- | ---- | ---------- |
| 1.  | 「マリーゴールド」          |      |            |
| 2.  | 「愛を伝えたいだとか」      |      |            |
| 3.  | 「わかってない」            |      |            |
| 4.  | 「満月の夜なら」            |      |            |
| 5.  | 「風のささやき」            |      |            |
| 6.  | 「恋をしたから」            |      |            |
| 7.  | 「○○ちゃん」                |      |            |
| 8.  | 「ハルノヒ」                |      |            |
| 9.  | 「貴方解剖純愛歌 〜死ね〜」 |      |            |
| 10. | 「憧れてきたんだ」          |      |            |
| 11. | 「今夜このまま」            |      |            |
| 12. | 「ふたりの世界」            |      |            |
| 13. | 「どうせ死ぬなら」          |      |            |
| 14. | 「GOOD NIGHT BABY」         |      |            |
| 15. | 「いつまでも」              |      |            |
| 16. | 「生きていたんだよな」      |      |            |
| 17. | 「1995」                    |      |            |
| 18. | 「君はロックを聴かない」    |      |            |

| #  | タイトル             | 作詞 | 作曲・編曲 |
| -- | -------------------- | ---- | ---------- |
| 1. | 「OFF SHOT MOVIE」   |      |            |
| 2. | 「SNACK TIME RADIO」 |      |            |